# Richard Dourthe
Richard Dourthe (Dax, 13 de diciembre de 1974) es un exjugador de rugby francés que se desempeñaba como centro.

## Carrera
Dourthe comenzó a jugar a rugby en el equipo de ciudad natal el US Dax, haciendo su debut profesional en la temporada 1994-95, después de 4 temporadas en Dax hizo un viaje de ida y vuelta para jugar en el Stade Français, en la temporada 2000-01 ficha por AS Beziers por dos años para nuevamente hacer las maletas a jugar con Union Bordeaux Bègles en la 2002-03, de nuevo cambió de aires para fichar por Castres para ya acabar su carrera en el Aviron Bayonnais.

## Selección nacional
Debutó en Les Bleus por primera vez en 1995 y se retiró de ellos en 2001. En total jugó 31 partidos y marcó 183 puntos.

## Participaciones en Copas del Mundo
Sólo disputó una Copa del Mundo: Gales 1999.
| Mundial                       | Sede  | Resultado  | PJ | Tries |
| ----------------------------- | ----- | ---------- | -- | ----- |
| Copa Mundial de Rugby de 1999 | Gales | Subcampeón | 6  | 1     |